# AZS UMK Toruń (piłka ręczna)

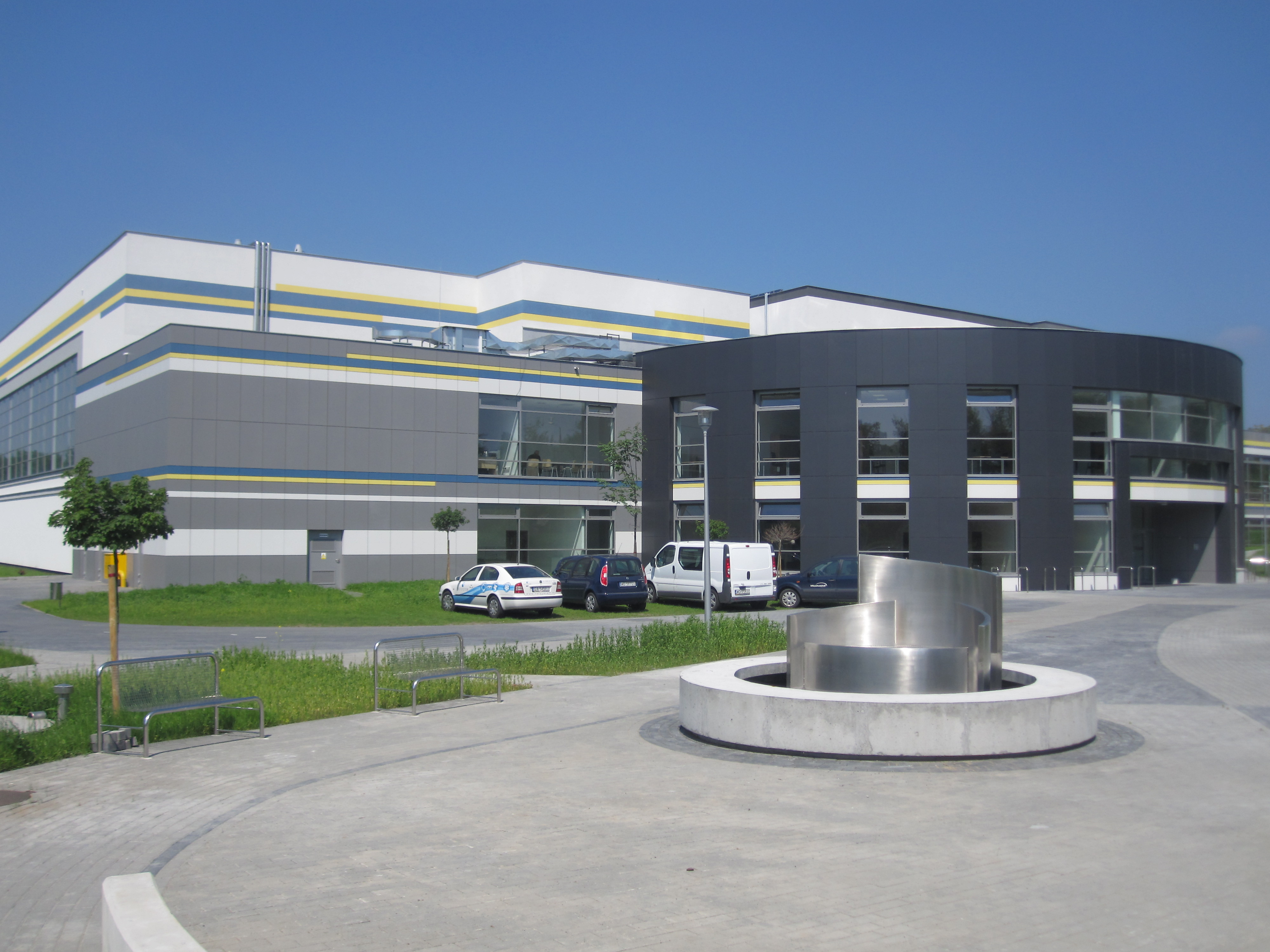
Uniwersyteckie Centrum Sportowe UMK w Toruniu

AZS UMK Toruń – polski klub piłki ręcznej mężczyzn z siedzibą w Toruniu utworzony w 2009 roku jako sekcja piłki ręcznej mężczyzn AZS UMK Toruń. Drużyna przez pierwsze 2 sezony po powstaniu klubu występowała w III lidze KPOZPR.
Po dwóch latach istnienia klubu, w sezonie 2010/11 AZS zajął 2. miejsce w III lidze KPOZPR w Toruniu i wywalczył awans do II ligi. W sezonie 2011/2012 bieniaminkowi nie udało się utrzymać w II lidze i sezon 2012/2013 AZS UMK Toruń ponownie rozgrywał w III lidze, w której był zdecydowanym liderem. Dzięki temu udało się wywalczyć awans oraz wrócić do wyższej klasy rozgrywkowej.

## Hala
Obecnie zespół rozgrywa swoje mecze w Uniwersyteckim Centrum Sportu UMK.

## Zawodnicy
| Obecna Kadra | Obecna Kadra       | Obecna Kadra | Obecna Kadra         | Obecna Kadra              |
| Nr           | Nazwisko           | Nar          | Data urodzenia       | Poprzedni klub            |
| Bramkarze    | Bramkarze          | Bramkarze    | Bramkarze            | Bramkarze                 |
| ------------ | ------------------ | ------------ | -------------------- | ------------------------- |
| 22           | Mateusz Szałkowski | Polska       | 28 maja 1995         | wychowanek                |
| 19           | Daniel Listwan     | Polska       | 14 marca 1985        | Olimp Grodków             |
| 23           | Radosław Rogowski  | Polska       | 23 stycznia 1979     | Truso Elbląg              |
| Obrotowi     |                    |              |                      |                           |
| 11           | Paweł Janiszewski  | Polska       | 22 listopada 1989    | Legia Chełmża             |
| 9            | Igor Trzmielewski  | Polska       | 8 grudnia 1992       | Stowarzyszenie "Babiak21" |
| 20           | Mateusz Zawadzki   | Polska       | 23 sierpnia 1987     | AZS UWM Olsztyn           |
| Rozgrywający |                    |              |                      |                           |
| 2            | Dariusz Baraniak   | Polska       | 16 czerwca 1990      | AZS-AWF Gorzów            |
| 17           | Filip Chojnacki    | Polska       | 22 stycznia 1989     | MKS Brodnica              |
| 10           | Bartosz Kochański  | Polska       | 22 czerwca 1987      |                           |
| 7            | Aleh Kotski        | Białoruś     | 24 lutego 1988       | Grodno                    |
| 12           | Karol Kühn         | Polska       | 21 kwietnia 1990     | LKS Kęsowo                |
| 15           | Bartosz Rakowski   |              | 24 października 1997 | wychowanek                |
| 16           | Paweł Laszkiewicz  | Polska       | 15 listopada 1993    | wychowanek                |
| 16           | Mateusz Okoński    | Polska       | 29 sierpnia 1986     | AZS UŁ PŁ Anilana Łódź    |
| 77           | Marcin Pokorski    | Polska       | 17 maja 1972         | Legia Chełmża             |
| 21           | Tomasz Szczęsny    | Polska       | 13 września 1987     | Wisła Płock               |
| Skrzydłowi   |                    |              |                      |                           |
| 8            | Paweł Fendorf      | Polska       | 29 czerwca 1987      | wychowanek                |
| 3            | Łukasz Gościak     | Polska       | 2 maja 1989          | Alfa 99 Strzelno          |
| 4            | Kamil Kowalski     | Polska       | 11 czerwca 1993      | wychowanek                |
| 6            | Dominik Niszczak   | Polska       | 23 marca 1988        | Szczypiorniak Olsztyn     |
|              | Łukasz Piotrowski  | Polska       | 1 lutego 1984        | MMTS Kwidzyn              |
| 5            | Marek Hanaczewski  | Polska       | 11 marca 1986        | AZS UKW Bydgoszcz         |